# کمیسیون مستقل شکایات انتخاباتی
کمیسیون مستقل شکایات انتخاباتی نهادی در افغانستان است که طبق قانون انتخابات افغانستان رسیدگی به شکایت‌ها دربارهٔ انتخابات‌ها در افغانستان را بر عهده دارد.
کمیسیون شکایات اولین بار به منظور رسیدگی به شکایات انتخابات ۱۳۸۴ ولسی جرگه به حیث یک نهاد موقت تأسیس شد. این ابتکار برای انتخابات ۱۳۸۸ ریاست‌جمهوری و ۱۳۸۹ ولسی جرگه تکرار شد. تا اینکه با تصویب و توشیح قانون انتخابات افغانستان در سال ۱۳۹۲، کمیسیون شکایات از کمسیون انتخابات مستقل شد و به صورت دائمی درآمد.
کمیسیون در دو سطح ولایتی و مرکزی به فعالیت می‌پردازد.
کمیسیون‌های ولایتی طبق مادهٔ ۳۰ قانون انتخابات افغانستان از صلاحیت‌های زیر برخوردارند:
1. رسیدگی به موارد اعتراض بر فهرست کاندیدان و رأی‌دهندگان و شرایط و اوصاف کاندیدانی که در جریان انتخابات مطرح می‌شوند؛
2. رسیدگی به شکایات ناشی از تخلفات انتخاباتی، مشروط بر اینکه، شکایت مطابق احکام این قانون در زمان معینه آن ثبت گردیده باشد؛
3. صدور توصیه، اخطار و دستور به اقدام اصلاحی به شخص یا اداره‌ای که مرتکب تخلف گردیده است؛
4. وضع جریمه‌های نقدی حسب احوال مطابق احکام قانون انتخابات؛
5. صدور دستور در مورد شمارش مجدد آراء در مراکز رأی‌دهی مشخص، قبل از اعلام نتایج انتخابات؛
6. بی‌اعتبار شناختن اوراق رأی‌دهی فاقد شرایط لازم؛
7. حذف کاندیدان به اساس دلایل موجه مطابق قانون؛
8. شناسایی جرایم انتخاباتی طبق صراحت مادهٔ ۹۷ قانون انتخابات و ارجاع آن به ارگان های عدلی و قضایی.

کمیسیون مرکزی ۵ عضو دارد و طبق مادهٔ ۹۳ قانون انتخابات، بالاترین مرجع برای رسیدگی به قضایای انتخاباتی در افغانستان است.
اعضای کنونی کمیسیون مرکزی شکایات انتخابات عبارتند از:
1. زهره بیان شینواری (رئیس)
2. دین‌محمد عظیمی (معاون)
3. محمدقاسم الیاسی (منشی و سخنگو)

## محمدیونس طغرا (عضو)

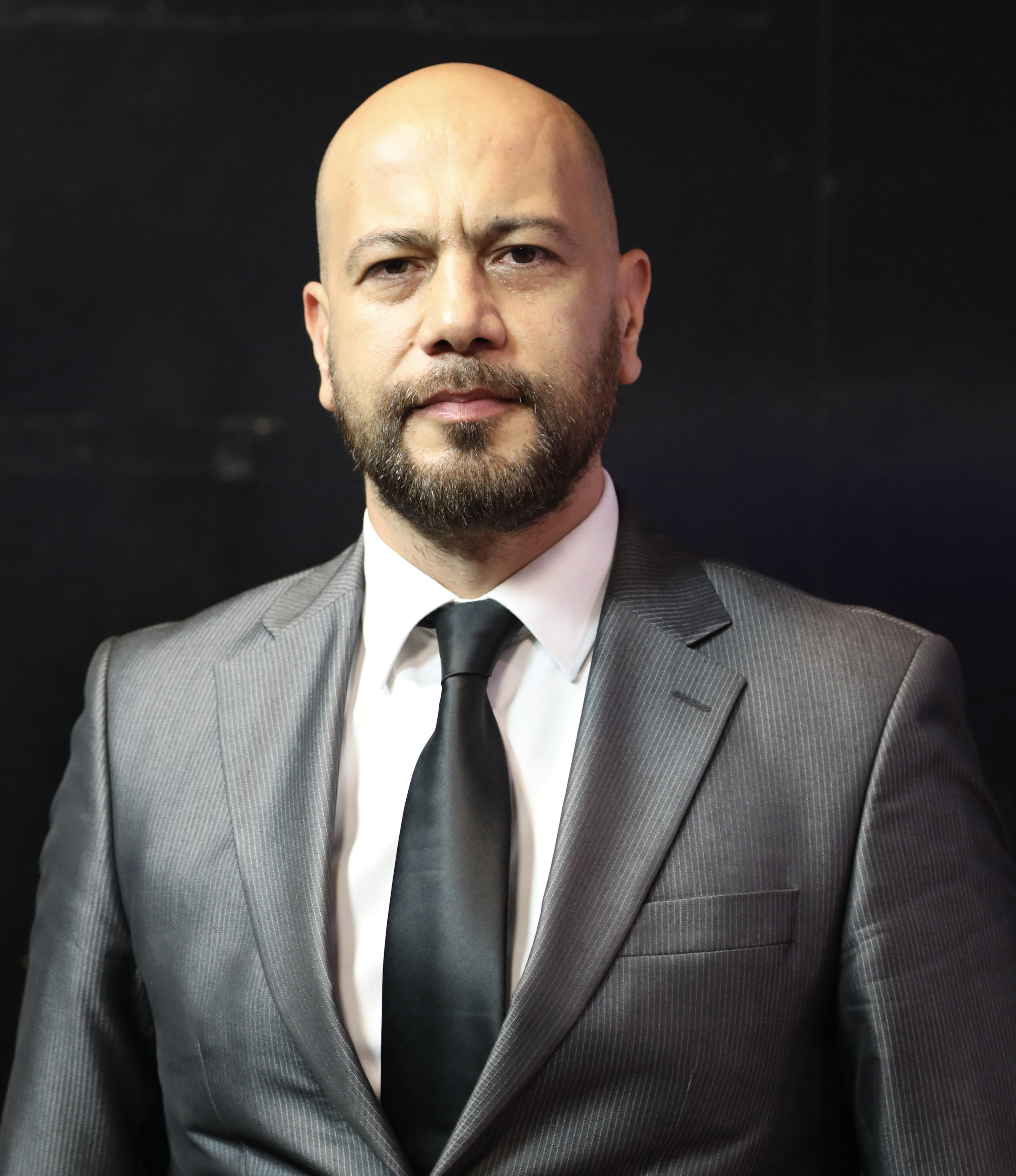
Yunus Tughra, Yunus Tuğra

1. Yunus Tughra  - Yunus Tughra, Yunus Tuğra
[۵]
2. سید قطب‌الدین رویدار (عضو)